# Ildico
Ildico (también transcrito Hildico, Hildiko o Ildiko; fl. siglo V) fue una princesa germana, última esposa del rey huno Atila.

## Biografía
Su nombre, aunque corrompido por el paso de fuentes en griego a latín, sugiere una procedencia goda, y probablemente era ostrogoda.
En 453, Atila se hallaba en Panonia en una fiesta en un palacio de madera junto al río Tisza para celebrar su unión con Ildico. Después de la fiesta Atila subió a sus aposentos y a la mañana siguiente sus hombres le encontraron en el suelo en un charco de sangre y a Ildico en un rincón llorando.
No se conocen con exactitud la causas de la muerte de Atila, aunque se ha especulado con la posibilidad de una grave hemorragia nasal o una hemorragia interna después de beber en exceso, causada por varices esofágicas. La ubicación de los restos de Atila sigue siendo desconocida, y es uno de los grandes misterios de la historia.